# Збіґнєв Міколейко
Збі́ґнєв Че́слав Міколе́йко (пол. Zbigniew Czesław Mikołejko; нар. 24 липня 1951, Лідзбарк Вармінський, Польща — 14 квітня 2024) — польський філософ, історик релігії та ідеї, есеїст, педагог.
Керує Закладом досліджень релігії в Інституті філософії і соціології Польської академії наук у Варшаві (Zakład Badań nad Religią w Instytucie Filozofii i Socjologii Polskiej Akademii Nauk w Warszawie). Також є професором філософії і класичної логіки у Вищій школі прикладної інформатики та управління (Wyższa Szkoła Informatyki Stosowanej i Zarządzania) (при Польській академії наук). Викладає філософію та релігієзнавство в кількох інших варшавських навчальних закладах та на післядипломних студіях.

## Життєпис
Народився у Лідзбарку Вармінському 24 липня 1951 року в робітничій родині.
В 1965—1969 роках навчався в місцевому загальноосвітньому ліцеї імені Казимира Яґеллончика.
В 1969—1974 роках навчався на Історичному факультеті Варшавського університету (після студентських заворушень 1968 року філософські факультети державних університетів було закрито) і отримав, з відзнакою, ступінь магістра на підставі роботи, присвяченої польській графіці та мистецтву ілюмінації в епоху бароко.
Після навчання працював, зокрема, як музеєзнавець, бібліотекар та вчитель, був також безробітним. У 1986 році отримав ступінь доктора в Інституті філософії і соціології Польської академії наук (дисертацію присвячено католицькій філософії культури в Польщі в епоху модернізму), а в 1998 році — ступінь габілітованого доктора (дослідження на тему інтегрального традиціоналізму).
Опублікував близько 800 текстів — книжок, досліджень, наукових статей, есе та рецензій — польською, а також англійською, французькою, іспанською, німецькою, португальською, російською, українською та італійською мовами. Співпрацював та співпрацює з найбільшими газетами (такими, як «Gazeta Wyborcza», «Rzeczpospolita», «Życie Warszawy»), академічними часописами («Przegląd Filozoficzny», «Twórczość», «Dialog», «Społeczeństwo Otwarte», «Literatura na Świecie», «Konteksty», «ResPublika Nowa», «Nowe Książki») та з численними теле- і радіостанціями (в тому числі слід відзначити його багаторазову участь у рубриці «Hortus (In)Conclusus» Української служби Польського радіо).
В 1980—1981 роках перебував у Римі на стипендії італійського уряду, а від 1996 року є членом Американської академії в Римі (American Academy in Rome (MECEVS'96)). Також є членом програмних рад «Przeglądu Filozoficznego», квартальника «Borussia» та серії «Filozofia i Religia», яка видається Факультетом філософії Університету кардинала Стефана Вишинського у Варшаві.
Цікавиться передусім питаннями, пов'язаними з філософськими та релігійними проблемами смерті та насильства, а також первісним християнством, гетеродоксією, неопоганством та крайньою правою і консервативною думкою.

## Нагороди
- Срібна Медаль «За заслуги в культурі Gloria Artis» (2014)[6]

## Книжки
- Katolicka filozofia kultury w Polsce w epoce modernizmu (Католицька філософія культури в Польщі в епоху модернізму), 1987,
- «Kim jestem dla ciebie…». Wersety i głosy zmarłych pisarzy («Ким я для тебе є…». Строфи та голоси померлих письменників), 1987,
- Elementy filozofii (Елементи філософії), академічний підручник, сім змінених версій якого з'явилося протягом 1998—2008 років,
- Emaus oraz inne spojrzenia do wnętrza Pisma (Емаус та інші споглядання до Святого Письма), 1998,
- Mity tradycjonalizmu integralnego. Julius Evola i kultura religijno-filozoficzna prawicy (Міфи інтегрального традиціоналізму. Юліус Евола та релігійно-філософська культура правиці), 1998,
- Żywoty świętych poprawione (Виправлені житія святих), 2001, 2004; у 2001 році ця книга отримала Нагороду книговидавців «Warszawska Premiera Literacka»,
- Śmierć i tekst. Sytuacja ostateczna w perspektywie słowa (Смерть і текст. Остаточна ситуація в перспективі слова), 2001,
- W świecie wszechmogącym. O przemocy, śmierci i Bogu (У всемогутньому світі. Про насильство, смерть і Бога), 2009,
- We władzy wisielca. Z dziejów wyobraźni Zachodu (У владі повішеника. З історії уяви Заходу) T.1, 2012.

Книга-інтерв'ю:
- Jak błądzić skutecznie. Prof. Zbigniew Mikołejko w rozmowie z Dorotą Kowalską («Як блукати ефективно. Проф. Збіґнєв Міколейко в розмові з Доротою Ковальською»), 2013.

У співавторстві:
- Licytacja. Szkice o nowej prozie (Торги. Нариси про нову прозу), 1981,
- Filozofia i myśl społeczna Jana Pawła II (Філософія і суспільна думка Івана Павла ІІ), 1983,
- Katolicka filozofia kultury w Polsce (Католицька філософія культури в Польщі), 1987,
- Apokalipsy i kultury (Апокаліпсиси та культури), 1998,
- Twarz (Обличчя), 2001,
- Miłość (Любов), 2002,
- Dusza (Душа), 2003,
- Grzech (Гріх), 2004,
- Ból (Біль), 2005,
- Koniec (Кінець), 2006,
- Pluralizm religijny: moda czy konieczność? (Релігійний плюралізм: мода чи необхідність?), 2005,
- Encyklopedia szkolna. Literatura i nauka o języku (Шкільна енциклопедія. Література і наука про мову, релігієзнавчі статті), 2005.
- Ucieleśnienia. Ciało w zwierciadle współczesnej humanistyki (Втілення. Тіло у дзеркалі сучасної гуманістики), 2007,
- Oblicza religii i religijności (Обличчя релігії та релігійності), 2008,
- Spektakle zmysłów (Спектаклі чуттів), 2010,
- Instytucje: konflikty i dysfunkcje (Інституції: конфлікти і дизфункції, 2012,
- Polskie bieguny. Społeczeństwo w czasach kryzysu (Польські полюси. Суспільство за часів кризи) 2013.

Написав післямову або вступ до творів видатних теологів, філософів та істориків — Карен Армстронґ, Далай-лами, Ойґена Древермана, Ганса Кюнґа, Жака Ле Ґоффа, Марґарет Старберд, як теж і до нашумілих романів з релігійною тематикою (зокрема є автором післямови до польського видання «Коду да Вінчі» Дена Брауна).

### Українські переклади
- Збіґнєв Міколейко, Сліпий у Яссах. Еліаде і фашизм, пер. Андріс Вишняускас , «Часопис Ї», № 16 «Праві та Европа», Травень 2000.
- Збіґнєв Міколейко, Анатомічне розп'яття, пер. Антон Марчинський, «Артанія», число 4, 2008 (книга 13), с.40-42.
- Збіґнєв Міколейко, Смерть і текст. Остаточна ситуація в перспективі слова, пер. Антон Марчинський, Київ, «Критика» (готується до друку).